# Маркус Кацер
Маркус Кацер (на немски: Markus Katzer) е роден на 11 декември 1979 г. във Виена, Австрия. Той е австрийски футболист и играе за националния отбор на страната.

## Статистика
- 91 мача и 12 гола за Адмира Вакер Мьодлинг (2000 – 2004)
- 88 мача и 9 гола за СК Рапид Виена (2004-настояще)